# Kamptee
Kamptee  es una ciudad y  municipio situada en el distrito de Nagpur en el estado de Maharashtra (India). Su población es de 86793 habitantes (2011). Forma parte del área metropolitana de Nagpur.

## Demografía
Según el censo de 2011 la población de Kamptee era de 86793 habitantes, de los cuales 43470 eran hombres y 43323 eran mujeres. Kamptee tiene una tasa media de alfabetización del 89,57%, superior a la media estatal del 82,34%: la alfabetización masculina es del 92,84%, y la alfabetización femenina del 86,30%.